# Lindesnes
Lindesnes est une kommune de Norvège. Elle est située dans le comté d'Agder. Son nom provient du cap voisin, le Lindesnes, le suffixe -nes signifiant cap en norvégien (bokmål). Ce cap sert de limite côté norvégien entre les eaux du Skagerrak et celles de la mer du Nord.

## Histoire
La commune a été créée en 1964 par la fusion des communes de Spangereid, Vigmostad et Sør-Audnedal. Elle absorbe en 2020 les communes de Mandal et Marnardal.
Spangereid en 1837 faisait partie du district d'Audnedal mais en 1844 Spangereid et Valle ont fusionné pour devenir la commune de Sør-Audnedal (alors Sør-Undal). En 1897, Spangereid est redevenue une commune indépendante tandis que Valle est restée dans la commune de Sør-Audnedal.
Vigmostad, tout comme Spangereid, faisait partie du district d'Audnedal. En 1844, Vigmostad et Konsmo fusionnent pour donner la commune de Nord-Audnedal mais en 1910 Vigmostad redevient une commune indépendante.

## Une île provisoire
Avec la construction et l'inauguration du canal de Spangereid le 5 juillet 2007, les services de l'État définissent Lindesnes comme une île et par conséquent le phare de Lindesnes n'est plus le point le plus méridional de la Norvège continentale. Il laisse sa place, et ce pour 6 mois, au lieu-dit Odden dans la commune de Mandal. En février 2008, les services de l'État révisent leur position et Lindesnes redevient le point le plus méridional de Norvège. Le point le plus au sud de Norvège, en comptant les îles, reste la petite île de Pysen.

## Localités
- Åvik
- Mandal (centre administratif)
- Marnardal
- Sør-Audnedal
- Spangereid
- Svennevik
- Vigmostad